# Antonio kuschnir
Antonio Kuschnir (Río de Janeiro, 26 de febrero de 2001) es un pintor y escultor brasileño radicado en Río de Janeiro. Considerado uno de los jóvenes artistas más brillantes de la nueva generación, fue el artista más joven en ocupar la sala principal del MAC Niterói. Sus obras, con influencia en Matisse y Picasso retratan la posmodernidad, la complejidad de las relaciones humanas, la ansiedad, el amor, el disfrutar y el poder. Representado por Victor Valery, Antonio también es parte de la organización artística VANDL ART.

## vida y obra
Antonio Kuschnir Castro, nació el 26 de febrero de 2001 en la capital del estado de Río De Janeiro, hijo de Karina Kuschnir. Comenzó su carrera a los 6 años, en la escuela de artes visuales – Parque Lage, donde también realizó su primera exposición colectiva. Obtuvo la 1 colocação colocación en el vestibular de historia del arte en la UERJ y pintura en UFRJ, donde actualmente estudia.

## Carrera
En 2019 realizó su primera exposición individual en la galería Macunaíma, espacio de producción artística de la escuela de bellas artes de la UFRJ. Año en que pasa a ser representado por Victor Valery y se une al sello VANDL ART.
Entre 2020 y 2022, su exposición individual “Choro” fue expuesto en São Paulo, en la galería B_arco, y en el MAC Niterói, siendo el artista más joven en ocupar la sala principal del museo. Estuvo presente en ArtRio 2022 por invitación de Galeria Asfalto.

## Estilo
Su pintura tiene por influencia la vanguardia modernista europea y artistas como Manet, Matisse y Picasso, la pintura y literatura modernista brasileña de Portinari y Oswald de Andrade, la mitología griega y pintores clásicos como Delacroix .